# Łukasz Teodorczyk
Łukasz Teodorczyk (Żuromin, 1991. június 3. –) lengyel válogatott labdarúgó, az Udinese Calcio játékosa.

## Pályafutása

### Klubcsapatban
2010 januárjában került a Polonia Warszawa csapatához. A lengyel bajnokságban 2010. október 29-én mutatkozott be.
2013-ban a Lech Poznań igazolta le. 2014. augusztus 27-én 5 éves szerződést kötött a Dinamo Kijivvel, de még mielőtt távozott volna a Lechtől a 2014–2015-ös szezon első 4 mérkőzésén pályára lépett, így tagja volt a később bajnoki címet szerző csapatnak. A Dinamoban 2014. augusztus 30-án játszott először, a Csornomorec Odesza elleni bajnoki 85. percében állt be csereként. A Dinamoval szintén bajnok lett 2015-ben, majd egy évvel később ismét bajnoki címet szerzett. A 2016–17-es idényben kölcsönadták a belga Anderlechtnek, melynek tagjaként 28 mérkőzésen 20 alkalommal volt eredményes. Első mérkőzésén a Kortrijk ellen rögtön gólt szerzett.
2017. március 30-án, 2020-ig tartó szerződést kötött az Anderlechttel. Az idény végén bajnoki címet és gólkirályi címet szerzett 22 találattal.

### A válogatottban
2011 és 2012 között 6 alkalommal lépett pályára a lengyel U21-es válogatottban és 2 gólt szerzett. A lengyel válogatottban 2013. március 22-én debütált egy Ukrajna elleni 3–1-ás vereség alkalmával.
Nevezték a 2018-as világbajnokságon részt vevő válogatott 23-as keretébe.

## Sikerei, díjai
Lech Poznan
- Lengyel bajnok (1): 2014–15

Dinamo Kijiv
- Ukrán bajnok (2): 2014–15, 2015–16
- Ukrán kupa (1): 2014–15
- Ukrán szuperkupa (1): 2016

Anderlecht
- Belga bajnok (1): 2016–17
- Belga szuperkupa (1): 2017

Egyéni
- A belga bajnokság gólkirálya (1): 2016–17 (20 gól)

## Külső hivatkozások
- Łukasz Teodorczyk – a FIFA adatbázisában
- Łukasz Teodorczyk adatlapja a National-Football-Teams.com oldalon (angolul)

- Łukasz Teodorczyk (lengyel nyelven). 90minut.pl
- Łukasz Teodorczyk (francia nyelven). FootballDatabase.eu
- Łukasz Teodorczyk (angol nyelven). soccerway.com
- Łukasz Teodorczyk (angol nyelven). scoresway.com. [2018. február 26-i dátummal az eredetiből archiválva]. (Hozzáférés: 2018. június 23.)